# Parafia św. Wojciecha w Kartuzach
Parafia św. Wojciecha w Kartuzach – rzymskokatolicka parafia w Kartuzach. Należy do dekanatu kartuskiego  znajdującego się w diecezji pelplińskiej. Erygowana w 1996 roku. Jej proboszczem jest ks. Marek Trybowski.

## Obszar parafii
Na obszarze parafii leżą ulice Kartuz: Bukowa, Dębowa, Jarzębinowa, Jesionowa, Klonowa, Leśna, Lipowa, Piłsudskiego, Polna, os. Sędzickiego, Wybickiego, Zamkowa.